# Westböhmische Universität in Pilsen
Die Westböhmische Universität in Pilsen (tschechisch: Západočeská univerzita v Plzni, englisch: University of West Bohemia in Pilsen (UWB)) entstand 1991 mit dem Zusammenschluss der Pädagogischen Fakultät in Pilsen, Tschechien und der Hochschule für Maschinenbau und Elektrotechnik. Heute besteht die Universität aus neun Fakultäten.

## Geschichte
1949 wurde die Hochschule für Maschinenbau und Elektrotechnik als Hochschuleinrichtung der Tschechischen Technischen Universität Prag gegründet. 1953 wurde sie als eigenständige Hochschule abgegliedert und 1960 in zwei Fakultäten geteilt (Fakultät für Maschinenbau und Fakultät für Elektrotechnik). Im Jahre 1990 entstanden die Fakultäten für Ökonomie und Angewandte Wissenschaften. Die Pädagogische Fakultät wurde 1948 als Zweigstelle der Pädagogischen Fakultät der Karls-Universität Prag gegründet. Ab 1953 bestand sie unabhängig als Höhere pädagogische Schule, später als Pädagogisches Institut. Ab 1964 war sie eine unabhängige Fakultät. Im Jahre 1991 wurden beide Hochschulen durch das Gesetz Nr. 314/1991 Sb. zur Westböhmischen Universität zusammengeschlossen. 1993 entstand die Juristische Fakultät und 2001 die Philosophische Fakultät (bis 2005 unter dem Namen Fakultät für humanistische Disziplinen). 2008 trat die private Hochschule Pilsen der Universität bei und wurde als Fakultät für Gesundheitswissenschaften integriert. Das Institut für Kunst und Design wurde 2013 zur neunten Fakultät. Seitdem verleiht diese Fakultät den internationalen Ladislav-Sutnar-Preis, mit dem herausragende Leistungen im Bereich Design und angewandter Kunst ausgezeichnet werden. Im Zuge der Hochschulallianz EUPeace arbeitet die Universität seit 2021 mit der Philipps-Universität Marburg und der Justus-Liebig-Universität Gießen zusammen.

## Fakultäten und Institute
Fakultäten:
- Philosophische Fakultät
- Juristische Fakultät

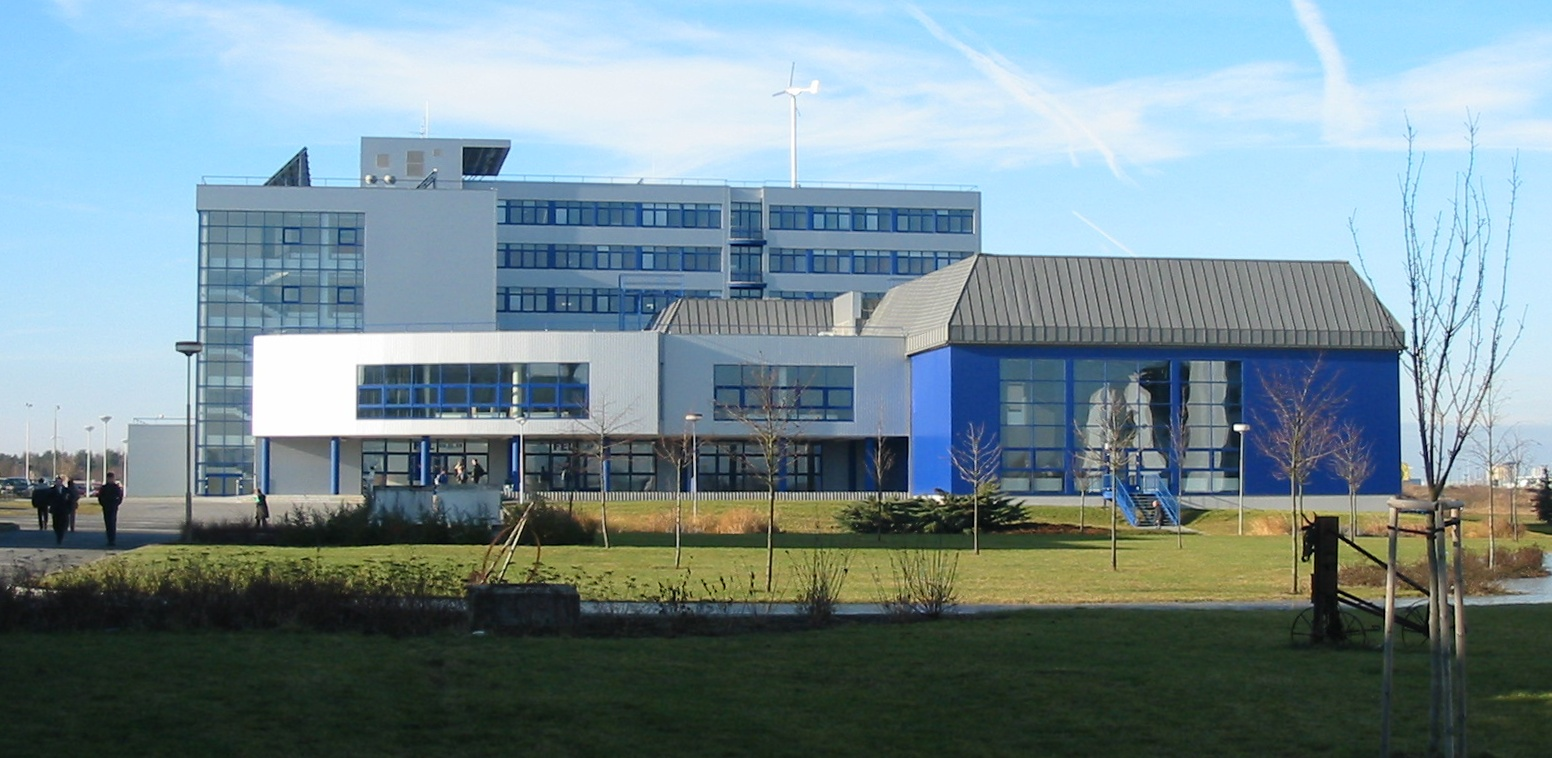
Fakultät für Elektrotechnik mit Audimax

Juristische Fakultät

- Pädagogische Fakultät (Teil der Fakultät in Cheb und Karlovy Vary)
- Ökonomische Fakultät (Teil der Fakultät in Cheb)
- Fakultät für Elektrotechnik
- Fakultät angewandter Wissenschaften
- Fakultät für Maschinenwesen
- Fakultät für Gesundheitswissenschaften
- Ladislav-Sutnar-Fakultät für Kunst und Design

Institute und Zentren ohne Fakultätszugehörigkeit:
- Zentrum für Neue Technologien

Weitere Einrichtungen:
- Koordinierungszentrum Deutsch-Tschechischer Jugendaustausch Tandem

## Internationale Sommerschulen
- Seit dem Jahr 1990 veranstaltet die Westböhmische Universität alljährlich im Sommer die Internationale Sommerschule für Sprachen. Es handelt sich dabei um eine dreiwöchige Sprachenschule, die außer Tschechisch für Ausländer auch die Sprachen Englisch, Deutsch, Französisch, Russisch, Italienisch, Spanisch und seit 2006 auch Portugiesisch anbietet. Für den Fremdsprachenunterricht sorgen sowohl einheimische Lehrkräfte als auch Muttersprachler. Das Interesse ist groß. In den Jahren 2005 und 2006 erreichte die Teilnehmerzahl 700, im Jahre 2007 überschritt sie die 800. Seit 1996 findet die Sommerschule auf dem Campus der Universität im Stadtteil Bory statt[2]

- Seit dem Jahr 2005 veranstaltet die Universität auch die internationale Sommerschule für Kunst – ArtCamp.